# Лангенбург
Лангенбург (нім. Langenburg) — місто в Німеччині, розташоване в землі Баден-Вюртемберг. Підпорядковується адміністративному округу Штутгарт. Входить до складу району Швебіш-Галль.
Площа — 31,40 км2. Населення становить 1882 ос. (станом на 31 грудня 2020).